# Bruno Hortelano
Bruno Dominix Hortelano Roig (Wollongong, 18 settembre 1991) è un velocista spagnolo, campione europeo dei 200 metri piani ad Amsterdam 2016.
Detiene tre record spagnoli individuali: nei 100 metri piani, nei 200 metri piani e nei 400 metri piani.

## Biografia
Nato in Australia da genitori spagnoli, ha lasciato il Paese per esigenze lavorative dei genitori.
Si è laureato campione europeo dei 200 metri agli Europei di Amsterdam 2016 con il tempo di 20"45, mentre sui 100 metri è terminato quarto con 10"12, a 6 centesimi dal record nazionale da lui stesso stabilito qualche settimana prima.
Ai campionati europei di Berlino 2018, ha vinto la medaglia di bronzo nella staffetta 4×400 metri con i connazionali Óscar Husillos, Lucas Búa, Samuel García, Mark Ujakpor e Darwin Echeverry.

## Record nazionali
Seniores
- 100 metri piani: 10"06 (+1,0 m/s) ( Madrid, 23 giugno 2016)
- 200 metri piani: 20"04 ( Getafe, 22 luglio 2018)
- 400 metri piani: 44"69 ( Madrid, 22 giugno 2018)
- Staffetta 4×100 metri: 38"46 ( Mosca, 18 agosto 2013) (Eduard Viles, Sergio Ruiz, Bruno Hortelano, Ángel David Rodríguez)

## Palmarès
| Anno | Manifestazione  | Sede           | Evento      | Risultato  | Prestazione | Note                                     |
| ---- | --------------- | -------------- | ----------- | ---------- | ----------- | ---------------------------------------- |
| 2010 | Mondiali U20    | Moncton        | 200 m piani | Semifinale | dns         |                                          |
| 2011 | Europei U23     | Ostrava        | 100 m piani | Batteria   | 10"74       |                                          |
| 2012 | Europei         | Helsinki       | 200 m piani | Semifinale | 21"35       |                                          |
| 2012 | Europei         | Helsinki       | 4×100 m     | Batteria   | 39"81       |                                          |
| 2013 | Europei U23     | Tampere        | 200 m piani | 5º         | 20"70       |                                          |
| 2013 | Europei U23     | Tampere        | 4×100 m     | Bronzo     | 38"87       |                                          |
| 2013 | Europei U23     | Tampere        | 4×400 m     | 5º         | 3'05"28     |                                          |
| 2013 | Mondiali        | Mosca          | 200 m piani | Semifinale | 20"55       |                                          |
| 2013 | Mondiali        | Mosca          | 4×100 m     | Batteria   | 38"46       | Record nazionale                         |
| 2016 | Mondiali indoor | Portland       | 60 m piani  | Semifinale | 6"63        | =                                        |
| 2016 | Europei         | Amsterdam      | 100 m piani | 4º         | 10"12       |                                          |
| 2016 | Europei         | Amsterdam      | 200 m piani | Oro        | 20"45       | [ 2 ]                                    |
| 2016 | Giochi olimpici | Rio de Janeiro | 200 m piani | Semifinale | 20"16       |                                          |
| 2018 | Europei         | Berlino        | 200 m piani | 4º         | 20"05       |                                          |
| 2018 | Europei         | Berlino        | 4×400 m     | Bronzo     | 3'00"78     | Miglior prestazione personale stagionale |
| 2022 | Mondiali indoor | Belgrado       | 400 m piani | Semifinale | 46"76       |                                          |
| 2022 | Mondiali indoor | Belgrado       | 4×400 m     | Argento    | 3'06"82     | Miglior prestazione personale stagionale |